# Oenanthe michelfeldensis
Oenanthe michelfeldensis är en flockblommig växtart som beskrevs av Lachen., Franz Carl Mertens och Johann Friedrich Wilhelm Koch.
Oenanthe michelfeldensis ingår i släktet stäkror och familjen flockblommiga växter. Inga underarter finns listade i Catalogue of Life.